# Lưu Vạn Long
Lưu Vạn Long (sinh tháng 7 năm 1962) là Trung tướng Quân Giải phóng Nhân dân Trung Quốc (PLA). Ông là Ủy viên Ủy ban Trung ương Đảng Cộng sản Trung Quốc khóa XIX, nguyên là Tư lệnh Quân khu Tân Cương.

## Tiểu sử
Lưu Vạn Long là người Hán sinh tháng 7 năm 1962, người Liêu Thành, tỉnh Sơn Đông.
Tháng 2 năm 2008, ông giữ chức Tư lệnh phân Quân khu A Lí thuộc Quân khu Tân Cương. Năm 2011, ông được bổ nhiệm làm Phó Tư lệnh Quân khu Nam Cương trực thuộc Quân khu Tân Cương. Tháng 12 năm 2012, ông được thăng quân hàm Thiếu tướng. Tháng 8 năm 2013, ông được bổ nhiệm làm Trưởng Ban Quân sự Binh đoàn sản xuất và xây dựng Tân Cương.
Ngày 17 tháng 3 năm 2014, triệu tập đại hội Quân khu tỉnh Cam Túc, Chính ủy Quân khu Lan Châu Lý Trường Tài tuyên bố mệnh lệnh của Quân ủy Trung ương bổ nhiệm Lưu Vạn Long làm Tư lệnh Quân khu tỉnh Cam Túc, miễn nhiệm chức vụ Tư lệnh Quân khu tỉnh Cam Túc của Trần Trí Thứ. Tháng 6 năm 2016, ông được bầu kiêm nhiệm vị trí Ủy viên Ban Thường vụ Tỉnh ủy Cam Túc.
Tháng 1 năm 2017, Lưu Vạn Long được bổ nhiệm giữ chức vụ Tư lệnh Quân khu Tân Cương, kế nhiệm Bành Dũng. Ngày 24 tháng 10 năm 2017, tại phiên bế mạc của Đại hội Đảng Cộng sản Trung Quốc lần thứ XIX, ông được bầu làm Ủy viên Ban Chấp hành Trung ương Đảng Cộng sản Trung Quốc khóa XIX. Tháng 7 năm 2018, ông được thăng quân hàm Trung tướng.